# 加文纳桥
加文纳桥（英語：Cavenagh Bridge）是新加坡唯一的悬索桥，也是该地区跨最古老的桥梁之一。该桥桥身离水面较低，紧跨流经新加坡金融区的新加坡河而筑。加文纳桥竣工于1870年，是为纪念新加坡在1867年成为的海峡殖民地新的英国海外领地而修建的。至今此桥仍保留了桥梁建成之处的原有风貌。

## 历史
最初此桥叫做爱丁堡桥作为对爱丁堡公爵到访的纪念，桥梁之后更名为加文纳桥，是为了对最后一位印度任命的海峡殖民地首长威廉姆斯·奥佛尔·加文纳逊爵士表示尊敬，加文纳爵士1859年至1867年在任。加文纳家族的盾徽仍然标示在桥梁的两头。
加文纳桥链接了新加坡河的市区北岸和商业区南岸。在桥梁建成之前，人们通往这两区需要从爱琴桥迂回或者花上1个duit（相当于1/4分）坐船渡河。
这座桥相比其他的悬索桥有着更为精心打造的悬索支撑，这是新加坡所建造的第三座桥梁。1869年建造是为了缓解坐船渡新加坡河的不便。桥梁最初的设计为闭合桥，但工程快完工时发现只有固定结构才能满足要求。这次建造中运用了大量在当时非常常用的铸造技术生产的钢鉚釘。
桥梁是由殖民地工务局的约翰·特恩布尔·汤姆森所设计，P&W Maclellan, Glasgow Engineers花费了80,000海峡元所建造的。在格拉斯哥建造并且测试桥面可承受自身四倍的重量后由货船运至新加坡，再由新加坡的犯人劳动力重新整合并在一年后对外通行。人力车和牛车可在加文纳桥上通行跨越新加坡河。但在这之后，桥梁由于1880年代新加坡河欣欣向荣的贸易变得过渡承载。
当加文纳桥不能承受城镇日益增长的交通量以及桥梁的水上高度在涨潮时无法通过载客量较大的船只等问题后，政府决定在1910年建立安德逊桥来取代加文纳桥。最终加文纳桥免遭拆除，成为了一座人行桥，而车辆，马匹和牛车被分流去安德逊桥。加文纳桥则有一块警方告示牌树立在桥的两头，限制超过3英担（152公斤）的车辆通过桥面。这一规则同样适用于家畜和马匹。

## 今日的加文纳桥

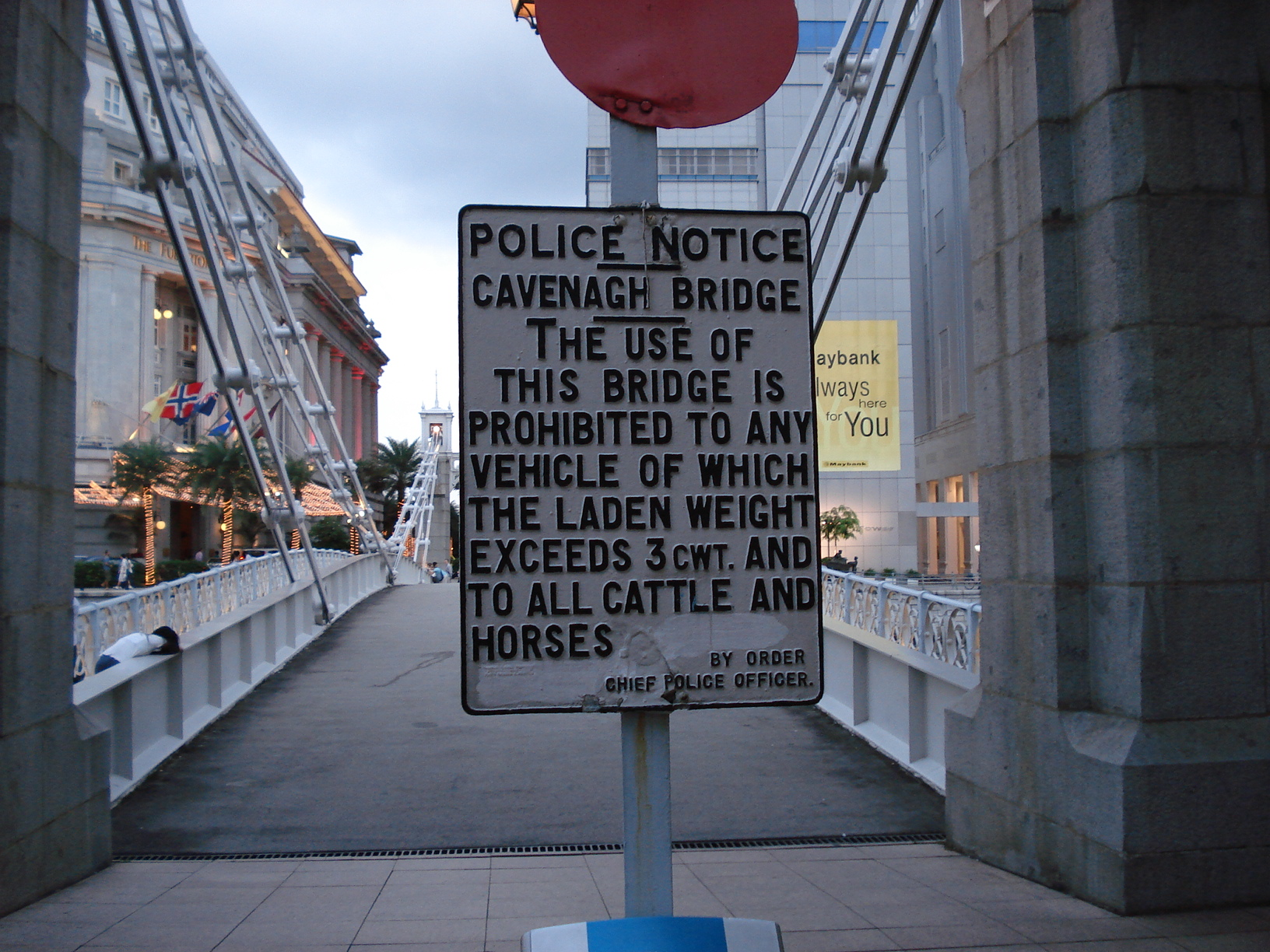
加文纳桥前对车辆限制的告示，桥梁左侧万国旗飘扬着的即浮尔顿酒店

加文纳桥现为一座人行桥，在1990年代在桥身上增加了灯光设施以突出在傍晚桥梁的美观度。桥梁现在提供从河畔北岸的文化区到南岸商业区之间的人行方便，也为桥身后革新的五星级豪华酒店浮尔顿酒店（以前的浮尔顿大楼）的住客出行带来便利。
在加文纳桥附近有着许多雕塑作品，包括桥西南拱座上造型相当可爱的几只猫的铜像，这种名为古晋塔猫（Kucinta）的猫咪是新加坡的特产，也是吉尼斯世界纪录中记载全世界体型最小的猫。